# Campo Santo (Gand)
Pour les articles homonymes, voir Campo Santo.
 (mai 2024).
Si vous disposez d'ouvrages ou d'articles de référence ou si vous connaissez des sites web de qualité traitant du thème abordé ici, merci de compléter l'article en donnant les références utiles à sa vérifiabilité et en les liant à la section « Notes et références ».
Campo Santo, parfois appelé le Père-Lachaise flamand, est un grand cimetière à Mont-Saint-Amand, une commune de Gand en Belgique. Il est nommé d'après le cimetière Campo Santo de Rome.

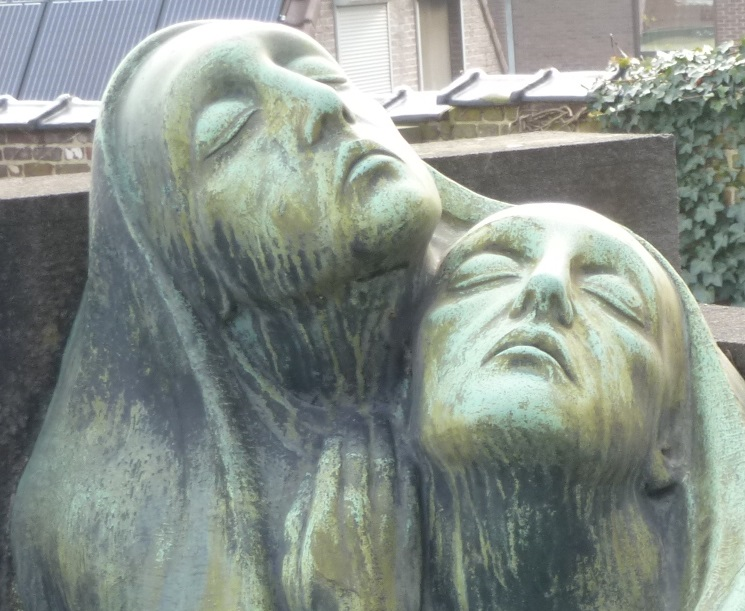
Campo Santo Gand Saint Amand

De nombreux notables catholiques ou libéraux ainsi que plusieurs artistes, écrivains, peintres, poètes  y ont trouvé leur dernière demeure.

## Description et situation
Le cimetière est situé près d'une colline sur laquelle Saint Amand aurait tenu ses prêches au VIIe siècle. Au point culminant se trouve la chapelle Saint-Amand de style baroque (1720), ainsi que des arbres qui étaient déjà là lors des premières funérailles en 1847 ,.

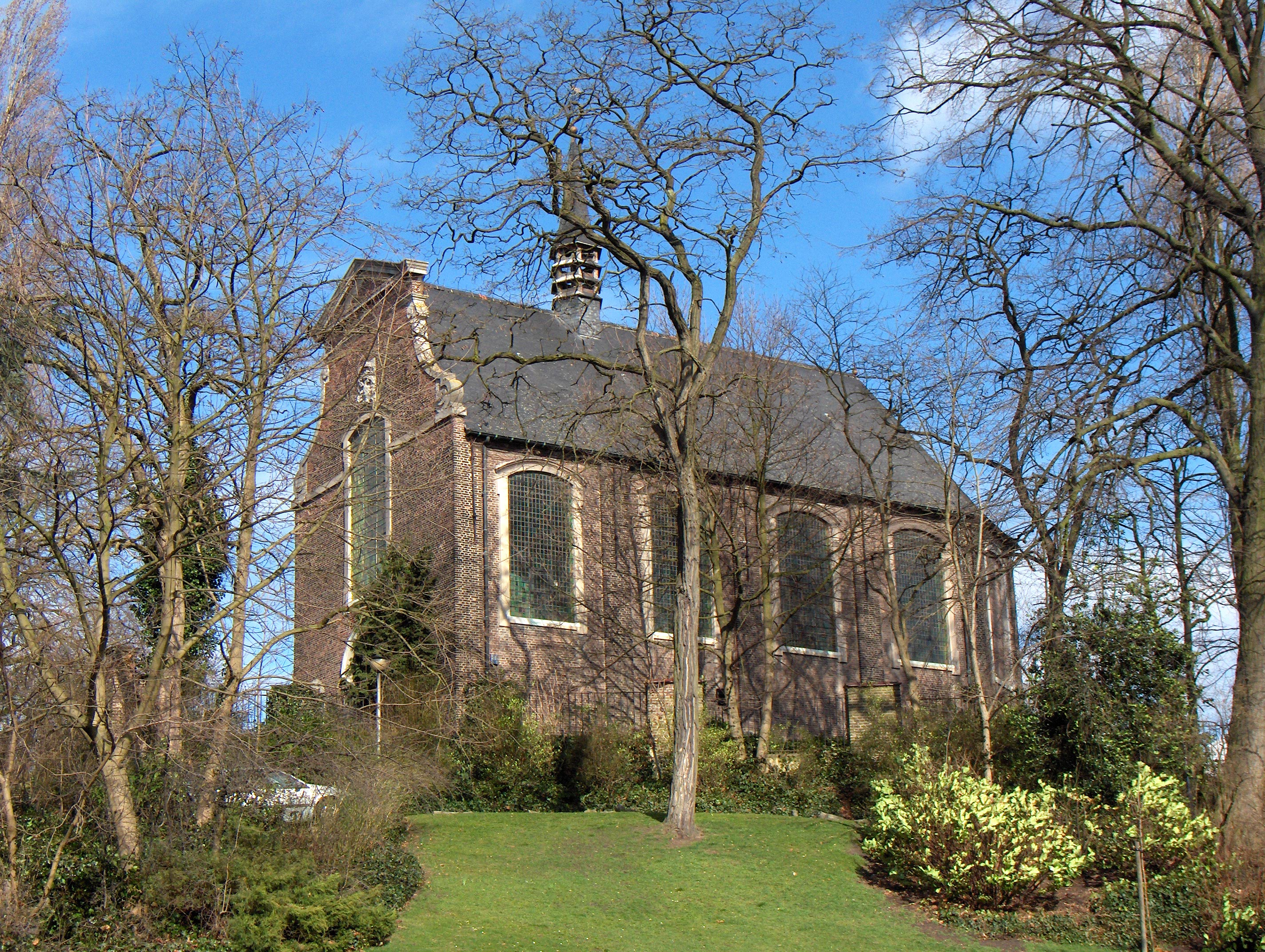
Chapelle Saint Amand Campo Santo Gand

## Conservation du patrimoine
De nombreux sculpteurs ont fait de Campo Santo un véritable musée au XIXe et XXe  siècle. Parmi eux Jef Claerhout, Alois De Beule, Paul DeVigne, Hippolyte Leroy, Gustav Van den Meersche, Géo Verbanck. Plusieurs éléments du patrimoine funéraire du cimetière sont inscrits ou classés au titre des monuments historiques.

## Personnalités inhumées à Campo Santo
Le cimetière de Campo Santo est le lieu de sépulture de nombreuses personnalités, dont voici une liste non exhaustive. :
- Albert Baertsoen (1866-1922) , peintre belge
- Jules de Saint-Genois (1813-1867), écrivain
- Hélène De Reuse (1892-1979), peintre
- Charles Doudelet (1861-1938) , artiste peintre
- Jozef Guislain (1797-1860), médecin belge
- Corneille Heymans, laureaat du prix de médécine 1938
- Karel Lodewijk Ledeganck (1805-1847)
- Rosalie Loveling (1834-1875)
- Wilfried Martens (1936-2013), ancien Premier ministre belge
- Polydore Martou en Hortense Modlinski, sépulture par le sculpteur Geo Verbanck [4]
- Frans Masereel (1889-1972)
- Martin-Joseph Mengal (1784-1851)
- Lodewijk Roelandt, architecte belge
- Ferdinand Augustijn Snellaert (1809-1972) médecin
- Louis Tytgadt (1841-1918), peintre
- Valentin Vaerwyck (1882-1959), architecte belge
- Gustave van de Woestijne (1881-1947), peintre belge
- Karel van de Woestijne (1878-1929), écrivain belge
- Louis Van Overstraeten (1818-1849), architecte belge
- Astère Vercruysse de Solart (1834-1921), industriel senateur
- Jan Frans Willems (1743-1846), écrivain belge